# Bagli
Bagli es una localidad de la India situada en el distrito de Dewas, en el estado de Madhya Pradesh. Según el censo de 2011, tiene una población de 10 310 habitantes.Está ubicada en el centro de la India, asentada sobre el río Kali Sindh que fluye al sur de la ciudad.